# SRWare Iron
SRWare Iron, или накратко само Iron, e браузър с отворен код, базиран на Chromium/Google Chrome.
Iron има версии за Windows, Linux (tar.gz, deb и rpm пакети) и за Mac. Новите версии за Linux обикновено излизат със закъснение до няколко седмици от версиите за Windows. Последни се пускат версиите за Mac.
Iron е включен като вариант за избор в browserchoice.eu на Microsoft.

## Разлики от Chrome
- Ключова разлика между Chrome и Iron е премахването във втория на спорните функции на Chrome, даващи възможност на Google да събира информация за поведението на потребителите в интернет.[1]
- Премахната е възможността за автоматичен ъпдейт, включена по подразбиране в Chrome и изразяваща се в постоянно работещия процес GoogleUpdate.exe в Windows или добавянето на собствено хранилище в /etc/apt/sources.list.d/google-chrome.list при Debian базираните дистрибуции.